# Anomopterella ampla
Anomopterella ampla  (лат.) — ископаемый вид перепончатокрылых насекомых из семейства Anomopterellidae (Evanioidea). Обнаружены в юрских отложениях Центральной Азии (около 160 млн лет; Daohugou Village, Shantou Township, Ningcheng County, Внутренняя Монголия, Китай).

## Описание
Мелкие наездники: длина тела около 7 мм, длина переднего крыла более 5 мм. Глаза крупные. Жилка Rs между 2r-rs и 3r-m длинная. Rs начинается отдалённо от птеростигмы, 1r-rs отсутствует. Ячейка cu-a интерстициальная. От близкого вида Anomopterella coalita отличается широким треугольным первым метасомальным сегментом (соотношение его длины и ширины = 1,1), а от вида Anomopterella gobi более крупными размерами и отдалённым от птеростигмы расположением жилки Rs.
Переднее крыло с жилкой Rs+M достигающей 1m-cu. Усики толстые. Проподеум длинный.
Мезонотум с поперечными килями. Передние крылья с широкой костальной областью. Жилка 2r-rs соединяется с птеростигмой апикально; имеются только одна поперечная жилка r-m (3r-m) и две ячейки mcu. Первый метасомальный сегмент базально суженный. Яйцеклад короткий.
Вид был впервые описан по отпечаткам в 2013 году российским палеоэнтомологом Александром Павловичем Расницыным (ПИН РАН, Москва) и его китайскими коллегами (Longfeng Li,  Chungkun Shih, Dong Ren; College of Life Sciences, Capital Normal University,  Пекин, Китай). Видовое название дано по особенностям строения широкотреугольного первого брюшного сегмента («ampla» — широкий).